# Imminent
Imminent - projekt muzyczny Oliviera Moreau. Pierwsza nazwa (Imminent Starvation), uległa skróceniu w 1999 roku, po wydaniu płyty Nord. Projekt wywodzi się z belgijskiej sceny industrialnej, której najpopularniejszym przedstawicielem jest Front 242. Obecnie płyty Imminent wydaje niemieckie wydawnictwo Ant-Zen.

## Dyskografia
- Emergency Provision, 1993,
- Human Dislocation, 1997, CD
- Human Relocation, 1997, LP
- Remix Item, 1998, 10” (z udziałem Synapscape)
- Ethyl6, 1998, LP
- North, 1999, LP
- Nord, 1999, Boxset / CD
- Nand, 1999,
- Screenwalking, 2000, CD / LP (z udziałem Synapscape)
- The Incredible Three, 2004, (z udziałem Synapscape)
- The Start of the Incredible Three, 2005, (z udziałem Synapscape)
- The Return of the Incredible Three, (z udziałem Synapscape)